# Lost in Music
Lost in Music ist ein Lied von Sister Sledge aus dem Jahr 1979, das von Nile Rodgers und Bernard Edwards sowohl geschrieben als auch produziert wurde. Es erschien auf dem Album We Are Family.

## Geschichte
Die Veröffentlichung der Single war am 11. Juli 1979, zu der Zeit war das Lied in den Top 20 in den Charts der europäischen Ländern vertreten. Es entspricht den Musikrichtungen Disco, Funk, Soul und Contemporary R&B.
Cashbox beschreibt den Song als ein "sehr schickes Lied mit sparsamer, eleganter Instrumentierung und einer faszinierenden Hook". Richard Smith vom Melody Maker schrieb: "Lost in Music ist ein Stück Pop-Himmel. Ein Lied über den Nervenkitzel beim Tanzen, genauso wie das Gefühl, um es zu beschreiben." Alan Jones vom Music Week gab dem Remix von 1993 drei von fünf Punkten und fügte hinzu: "Wieder einmal der ursprüngliche Chic. Hier wurden Markenzeichen aufgegeben, um dem Track in ein kantiges, perkussives rasselndes Stück Tanzmusik der 1990er zu verwandeln." Record World sagten, dass "die klare saubere Produktion, die flotte Percussion und der chorartige Gesang überwältigend sind."
Im Jahr 1984 wurde unter der Leitung von Nile Rodgers ein Remix des Liedes unter dem Titel Lost in Music (1984 Mix), der im Vergleich zum Original in Großbritannien in die Top Ten kam und in Deutschland erstmals die Top 20 erreichte. Von dem Remix gibt es auch eine Maxi-Single, die ab der vierten Minute, wenn die Radio-Version abblendet, richtig zur Geltung kommt: Die Schwestern Kim Sledge, Debbie Sledge, Joni Sledge und Kathy Sledge klingen da zusammen sehr präsent. Zudem singen da im Hintergrund noch Andy Taylor und Simon Le Bon von Duran Duran, was man aber nur ganz schwach wahrnimmt.

## Kommerzieller Erfolg

### Chartplatzierungen
Original (1979)
| ChartsChartplatzierungen     | Höchstplatzierung | Wochen |
| ---------------------------- | ----------------- | ------ |
| Vereinigtes Königreich (OCC) | 17 (10 Wo.)       | 10     |

Lost in Music (1984 Mix)
| ChartsChartplatzierungen     | Höchstplatzierung | Wochen |
| ---------------------------- | ----------------- | ------ |
| Deutschland (GfK)            | 18 (13 Wo.)       | 13     |
| Vereinigtes Königreich (OCC) | 4 (15 Wo.)        | 15     |

Lost in Music (’93 Mixes)
| ChartsChartplatzierungen     | Höchstplatzierung | Wochen |
| ---------------------------- | ----------------- | ------ |
| Vereinigtes Königreich (OCC) | 14 (5 Wo.)        | 5      |

Lost in Music 2003
| ChartsChartplatzierungen | Höchstplatzierung | Wochen |
| ------------------------ | ----------------- | ------ |
| Deutschland (GfK)        | 56 (7 Wo.)        | 7      |

### Auszeichnungen für Musikverkäufe
Lost in Music (1984 Mix)

| Land/Region                  | Auszeichnungen für Musikverkäufe (Land/Region, Auszeichnung, Verkäufe) | Verkäufe |
| ---------------------------- | ---------------------------------------------------------------------- | -------- |
| Vereinigtes Königreich (BPI) | Gold                                                                   | 400.000  |
| Insgesamt                    | 1× Gold ·                                                              | 400.000  |

## Coverversionen
- 1988: Anita Lane
- 1993: The Fall